# 6 Metre

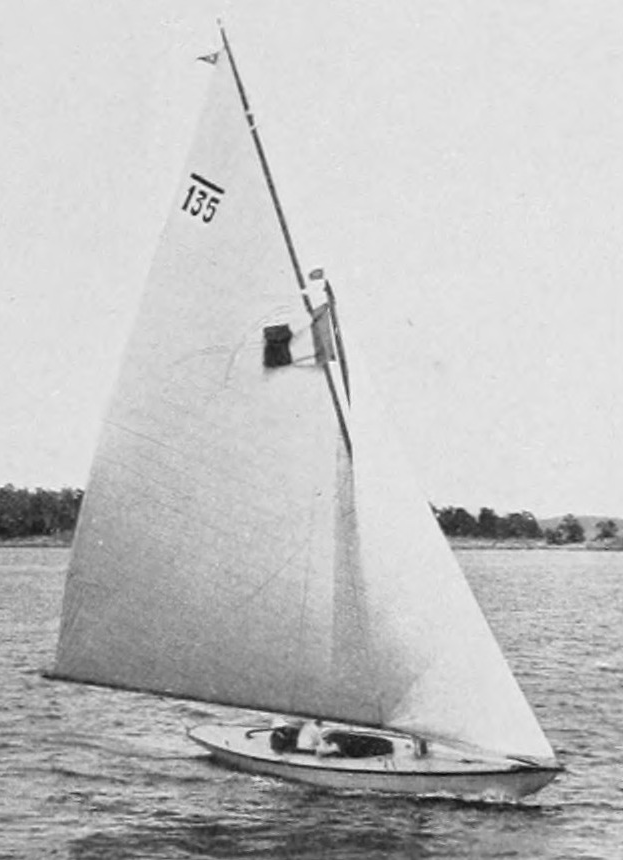
A embarcação francesa Mac Miche nos Jogos Olímpicos de Verão de 1912 foi um dos exemplos da classe 6 Metre.

A classe internacional dos 6 metros, internacionalmente conhecida como 6 Metre, é uma classe de iates clássicos de corrida. Em seu apogeu, o 6 Metre era a mais importante classe internacional de corridas de iates e ainda é disputado em todo o mundo. O nome da classe não se refere ao comprimento do barco, mas ao produto da fórmula; as embarcações 6mR têm, em média, 10 a 11 metros de comprimento.
As décadas de 1920 e 1930 foram a 'era de ouro' dos barcos de Regra Internacional e os 6 Metre ainda eram a classe mais popular, atraindo velejadores e designers de ponta para competir por troféus de prestígio, como a Scandinavian Gold Cup e medalhas olímpicas. No entanto, a classe foi criticada por ter encarecido no final da década de 1930, tornando a classe muito exclusiva. Apesar disso, a classe continuou a existir e novos barcos foram feitos utilizando as mais novas tecnologias contemporâneas, embora com moderação.